# 庄司二号
庄司二号（しょうじ にごう）は、日本の漫画家。

## 作品リスト

### 漫画
- TEI OH-!（2012年3月号 - 5月号ゲスト、6月号 - 2013年12月号）

- 民泊バッティング!?〜毎日美女とゆきずりエッチ〜（2017年 - 2018年、KATTS、愛玩☆実験室、アナンガ・ランガ）

### イラスト
- チート薬師のスローライフ 異世界に作ろうドラッグストア（2017年、リンダパブリッシャーズ）

## アダルトゲーム
- LIKE×LOVE ～十津川 光～（root nuko）
- LIKE×LOVE ～色川 鈴音～（root nuko）[1][2]